# The Journey of Jared Price
The Journey of Jared Price – dramat filmowy w reżyserii Dustina Lance'a Blacka z 2000 r.